# Trichopterolophia
Trichopterolophia – rodzaj chrząszczy z rodziny kózkowatych i podrodziny zgrzypikowych. 

## Zasięg występowania
Przedstawiciele tego rodzaju występują w Azji Południowo-Wschodniej oraz na Andamanach.

## Systematyka
Do Trichopterolophia należą 3 gatunki:
- Trichopterolophia andamanica
- Trichopterolophia bifuscomaculata
- Trichopterolophia schurmanni